# 加里·欣肖
加里·F·欣肖（英語：Gary F. Hinshaw，？—），出生于加利福尼亚州圣拉菲尔，美国天文学家和天体物理学家， 威尔金森微波各向异性探测器（WMAP）团队成员，研究方向为宇宙微波背景（CMB）。
2018年，他与查尔斯·本内特，诺曼·雅罗西克, 小莱曼·佩吉，戴维·斯伯格以及威尔金森微波各向异性探测器团队获得了基础物理学突破奖。